# 16. Goya-gála
A 16. Goya-gála során a 2001-ben bemutatott spanyol filmeket értékelték. A jelölteket az Academy of Cinematographic Arts and Sciences of Spain választotta ki. A madridi Palacio Municipal de Congresosban tartott ceremóniát az Televisión Española közvetítette 2002. február 2-án. A műsor házigazdája Rosa Maria Sardà volt. A gála során Juan Antonio Bardem kapta meg a tiszteletbeli Goya-díjat.

## Győztesek és jelöltek
A nyertesek félkövérrel jelölve.

### Fő díjak
| Legjobb film | Legjobb rendező |
| --- | --- |
| - Más világ - Bokszmeccs a lélekért - Őrült Johanna - A szex és Lucia | - Alejandro Amenábar — Más világ - Vicente Aranda — Őrült Johanna - Agustín Díaz — Bokszmeccs a lélekért - Julio Medem — A szex és Lucia |
| Legjobb férfi főszereplő | Legjobb női főszereplő |
| - Eduard Fernández — Faust 5.0 - Sergi López — Enyém vagy - Eusebio Poncela — Intacto - Tristán Ulloa — A szex és Lucia                                                                       | - Pilar López de Ayala — Őrült Johanna - Nicole Kidman — Más világ - Victoria Abril — Bokszmeccs a lélekért - Paz Vega — Enyém vagy |
| Legjobb férfi mellékszereplő | Legjobb női mellékszereplő |
| - Emilio Gutiérrez — 10 nap nélküled - Antonio Dechent — Intacto - Eduard Fernández — A tenger zenéje - Gael García — Bokszmeccs a lélekért                                                   | - Rosa Maria Sardà — Sin vergüenza - Elena Anaya — A szex és Lucia - Najwa Nimri — A szex és Lucia - Rosana Pastor — Őrült Johanna |
| Legjobb eredeti forgatókönyv | Legjobb adaptált forgatókönyv |
| - Más világ — Alejandro Amenábar - Bokszmeccs a lélekért — Agustín Díaz - A szex és Lucia — Julio Medem - Sin vergüenza — Dominic Harari, Joaquín Oristrell, Teresa de Pelegrí, Cristina Rota | - Salvajes — Jorge Juan Martínez, Carlos Molinero, Clara Pérez, Lola Salvador - Anita nem adja fel — Lluís-Anton Baulenas, Ventura Pons - A holland szigete — Dominic Harari, Sigfrid Monleón, Teresa de Pelegrí, Ferran Torrent - A tenger zenéje — Rafael Azcona |
| Legjobb új színész | Legjobb új színésznő |
| - Leonardo Sbaraglia — Intacto - Biel Durán — Csajvadászat - James Bentley — Más világ - Rubén Ochandiano — Megtört csönd                                                                     | - Paz Vega — A szex és Lucia - Malena Alterio — Bankrablás női módra - María Isasi — Salvajes - Alakina Mann — Más világ |
| Legjobb iberoamerikai film | Legjobb európai film |
| - Szökött becsület — Argentína - Taxi para 3 — Chile - Miel para Oshún — Kuba - Az ibolya illata — Mexikó                                                                                     | - Amélie csodálatos élete — Franciaország - Billy Elliot — Egyesült Királyság - Bridget Jones naplója — Egyesült Királyság - Csokoládé — Egyesült Királyság |
| Legjobb új rendező | Legjobb animációs film |
| - Juan Carlos Fresnadillo — Intacto - Javier Balaguer — Enyém vagy - Víctor García León — Csajvadászat - Carlos Molinero — Salvajes                                                           | - Mesél az erdő - La leyenda del unicornio - Manuelita - Un perro llamado Dolor |

### Egyéb díjak
| Legjobb operatőr | Legjobb vágás |
| --- | --- |
| - Más világ — Javier Aguirresarobe - Intacto — Xavi Giménez - Őrült Johanna — Paco Femenia - A szex és Lucia — Kiko de la Rica | - Más világ — Nacho Ruiz Capillas - Bokszmeccs a lélekért — José Salcedo - Őrült Johanna — Teresa Font - A szex és Lucia — Iván Aledo |
| Legjobb látványtervezés | Legjobb gyártásvezető |
| - Más világ — Benjamín Fernández - Bokszmeccs a lélekért — Javier Fernández - Intacto — César Macarrón - Őrült Johanna — Josep Rosell | - Más világ — Miguel Ángel González, Emiliano Otegui - Őrült Johanna — Carlos Bernases - Bokszmeccs a lélekért — Angélica Huete - Intacto — José Luis Jiménez |
| Legjobb hang | Legjobb vizuális effektusok |
| - Más világ — Tim Cavagin, Daniel Goldstein, Alfonso Raposo, Ricardo Steinberg - Bokszmeccs a lélekért — José Antonio Bermúdez, Diego Garrido, Pelayo Gutiérrez, Antonio Rodríguez 'Mármol', Nacho Royo - Őrült Johanna — David Calleja, Daniel Fontrodona, James Muñoz - A szex és Lucia — Polo González Aledo, Agustín Peinado, Alfonso Pino, Santiago Thévenet | - Buñuel és Salamon király asztala — Reyes Abades, José María Aragonés, Carlos Martínez, Ana Núñez, Antonio Ojeda - Más világ — Félix Bergés, Derek Langley, Pedro Moreno, Rafael Solórzano - Intacto — Félix Bergés, Pau Costa, Carlos Martínez, Ana Núñez, Antonio Ojeda, Raúl Romanillos - Ördöggerinc — Reyes Abades, Carmen Aguirre, David Martí, Alfonso Nieto, Montse Ribé, Emilio Ruiz |
| Legjobb jelmeztervezés | Legjobb smink |
| - Őrült Johanna — Javier Artiñano - Ördöggerinc — José Vico - Off Key — Alberto Luna - Más világ — Sonia Grande | - Őrült Johanna — Mercedes Guillot, Miguel Sesé - Bokszmeccs a lélekért — Manuel García, Ana Lozano, Antonio Panizza - Buñuel és Salamon király asztala — Ruth García, Concha Martí - Más világ — Ana López Puigcerver, Belén López Puigcerver |
| Legjobb eredeti filmzene | Legjobb eredeti dal |
| - A szex és Lucia — Alberto Iglesias - Más világ — Alejandro Amenábar - Bokszmeccs a lélekért — Bernardo Bonezzi - Őrült Johanna — José Nieto | - Luz Casal — "Tu Bosque animado" (Mesél az erdő) - Olga Román — "Again" (10 nap nélküled) - Clara Montes — "Sólo mía" (Enyém vagy) - Joaquín Sabina — "Semos diferentes" (Torrente 2. – A Marbella-küldetés) |
| Legjobb rövidfilm | Legjobb animációs rövidfilm |
| - Desaliñada - Bamboleho - La mirada oblicua - La primera vez - La primera vez | - Pollo - El Aparecido - La Colección - W.C. |
| Legjobb dokumentumfilm | |
| - Építkezés - Asesinato en febrero - Extranjeros de sí mismos - Los niños de Rusia | |

## Műsorvezetők
A gálán az alábbi műsorvezetők működtek közre:
- Marisa Paredes
- Pedro Almodóvar
- Verónica Forqué
- José Coronadoó
- Carmen Maura
- Antonio Resines
- El Gran Wyoming
- Rosa María Sardà
- Ariadna Gil
- Manuel Manquiña
- Anabel Alonso
- Alberto San Juan
- Ana Fernández
- Leonor Watling
- Santiago Segura
- Enrique San Francisco
- Silvia Abascal
- Neus Asensi
- Mariola Fuentes
- María Barranco
- Jorge Sanz
- Gabino Diego
- Pilar Bardem
- Miguel Bardem

## Fordítás
- Ez a szócikk részben vagy egészben  a(z)   16th Goya Awards című angol Wikipédia-szócikk fordításán alapul.  Az eredeti cikk szerkesztőit annak laptörténete sorolja fel. Ez a jelzés csupán a megfogalmazás eredetét és a szerzői jogokat jelzi, nem szolgál a cikkben szereplő információk forrásmegjelöléseként.